# Emprender
Emprender — боливийское некоммерческое микрофинансовое учреждение, которое предоставляет финансовые услуги мелким предпринимателям в городах и сельских районах страны (эти предприниматели с низкими доходами не имеют возможности получать традиционные кредиты из-за больших финансовых рисков). Перечень услуг включает групповые ссуды для пополнения оборотного капитала (группы мелких предпринимателей выступают гарантами друг друга в возвращении кредита), «деревенский банкинг» (обслуживание ссуд для женщин целой деревни или маленького района с элементами образовательной программы), фермерские микрокредиты для ведения хозяйства, индивидуальные ссуды для лиц, ранее хорошо зарекомендовавших себя в группах, кредиты для улучшения жилищных и санитарных условий, образовательные ссуды, кредиты на приобретение водных фильтров, туалетов и систем орошения, «быстрые ссуды» (выдаются в тот же день, но ограничены 1 тыс. долларов). 
Emprender основана в сентябре 1997 года, её деятельность стартовала в 1999 году с области недалеко от Ла-Паса, когда организация начала свою программу микрокредитования отсталых сельских областей. В 2000 году Emprender расширила операции в Эль-Альто-Санта-Крузе и Кочабамбе, а через несколько лет у организации насчитывалось уже 14 региональных офисов. Emprender ввела льготы и бонусы для своих клиентов, которые вовремя погашали кредиты, что в итоге повышало их кредитный рейтинг и удешевляло процентную ставку. По состоянию на 2013 год кредитный портфель Emprender составлял 8,1 млн долларов, активы превышали 9,2 млн долларов.
В 2014 году кредитный портфель Emprender вырос до 10 млн долларов, а число активных клиентов превысило 7,5 тыс. человек (в основном натуральное хозяйство, мелкая торговля и кустарные промыслы). Одним из финансистов Emprender является The MicroDreams Foundation. Все заемщики Emprender и их семьи вместе с ссудой получают доступ к здравоохранительной программе организации (профилактика болезней и учебные семинары). Также Emprender управляет футбольной школой для трудных подростков.